# Jan y Antonina Żabiński
Jan y Antonina Żabiński fueron un matrimonio polaco que se hizo célebre por salvar a cerca de 300 personas judías durante la ocupación Nazi, poniendo en peligro sus propias vidas y la de su hijo. Jan, biólogo, profesor y director del Zoológico de Varsovia cuando las fuerzas de Hitler invadieron Polonia, se las arregló con la ayuda inestimable de Antonina para sacar mujeres, niños y hombres del gueto y ocultarlos en rincones de las instalaciones del parque que sólo ellos conocían, a pesar de la estrecha vigilancia del ejército nazi, una de cuyas unidades se había instalado en el mismo zoológico. Tras la guerra, fueron condecorados con la distinción de Justos entre las Naciones.

## Biografía
Jan Zabinski nació en 1897 en Varsovia, en el seno de una familia católica polaca. Su madre, Helena Strzeszewska, procedía de una familia de terratenientes, y su padre, Józef Żabiński, era notario. Ambos le trasmitieron en su infancia el amor hacia los animales.
Jan se unió a la incipiente Armada Polaca en 1919 y participó en la Guerra Polaco-Soviética de 1920, tras la cual, recibió su primera Cruz del Valor.
Estudió en la Escuela de Ingenieros Agrónomos y se doctoró en zoología. Comenzó su carrera profesional como profesor en el Instituto de Zoología y Fisiología Animal de la Universidad de Ciencias Biológicas de Varsovia, donde conoció a Antonina Erdman, y más tarde ambos contrajeron matrimonio. Jan fue cofundador del Zoológico Científico de Varsovia, y ejerció como director del mismo desde 1929 hasta 1939, año de la invasión. Cuando las fuerzas nazis bombardearon la ciudad, las instalaciones fueron gravemente afectadas y muchos animales murieron, otros escaparon. Los mejores ejemplares de los que quedaron fueron trasladados al zoológico de Berlín, y los demás, ejecutados.
Durante la Guerra, el matrimonio se las agenció para salvar numerosas vidas humanas de judíos recluidos en el Gueto de Varsovia. En 1943, Jan se unió al levantamiento del Gueto de Varsovia. Resultó herido, hecho prisionero y trasladado a un campo de guerra en Alemania.
Tras la liberación de Polonia en 1945, Jan regresó retomó el cargo de director del Zoo de Varsovia, cargo que ocupó hasta marzo de 1951. Siguió impartiendo clases, escribió medio centenar de libros y dirigió un programa de radio sobre animales. 
En 1968, él y Antonina recibieron el título de Justos entre las Naciones concedido por la comunidad judía, y en 2008, el presidente polaco Lech Kaczyński los condecoró de modo póstumo con la Cruz de la Orden Polonia Restituta por su labor humanitaria.

## Rescate de judíos
Muchos de los amigos de Jan eran judíos, y tras la ocupación pudo conocer de primera mano las duras condiciones a las que se sometía a la población judía. Entonces, ideó junto a su esposa una ingeniosa maniobra: mantendría el zoológico (clausurado por los alemanes) como una granja de cerdos, para los que obtendrían el alimento de los desechos del gueto. Una vez conseguidos los permisos, y en calidad de empleado municipal, podía acceder al gueto. De este modo, fue sacando de él a todas las personas que pudo escondidas en el camión de los desperdicios.  Los llevaba a las instalaciones del zoológico y les conseguían salvoconductos falsificados para retornar a la ciudad. Antonina fue escribiendo muchas de estas experiencias en su diario personal.
Entre las personas a las que salvaron, se cuentan  la escultora Magdalena Gross y su marido Maurycy Paweł Fraenkel; la escritora Rachela Auerbach; el matrimonio de Regina y Samuel Kenigswein con sus hijos; Eugenia Sylkes, Marceli Lewi-Łebkowski y su familia; Marysia Aszerówna, la familia Keller y el profesor Ludwik Hirszfeld; Leonia e Irena Tenenbaum, mujer e hija del entomólogo Szymon Tenenbaum (asesinado en el Getto), y así hasta cerca de trescientos, quienes sobrevivieron todos salvo una señora y su hija, que fueron delatadas y ejecutadas en la puerta del domicilio donde se ocultaban.

## Legado
En octubre de 1968 fue plantado un árbol en Yad Vashem en la ceremonia en honor a los polacos a los que se concedía el título de Justos entre las Naciones, entre ellos, Jan y Antonina Żabiński. Durante una entrevista, Jan declaró: «No fue un acto de heroísmo, sólo una simple obligación humana».
En 2007, la escritora estadounidense Diane Ackerman publicó el libro The Zookeeper's Wife sobre la labor de la familia Żabiński durante la guerra, basándose en el diario de Antonina. El director de cine polaco Maciej Dejczer se interesó en 2015 en el libro para rodar una película, aunque finalmente sería dirigida por la directora neozelandesa Niki Caro, estrenándose en marzo de 2017, con la actriz estadounidense Jessica Chastain en el papel de Antonina y el actor belga Johan Heldenbergh como Jan.